# Variazione clinale
In biologia la variazione clinale, cline o variazione geografica è la graduale variazione, nell'ambito di una medesima specie, di una o più caratteristiche morfologiche (fenotipo) all'interno di una data area geografica. 
Il concetto è stato introdotto per la prima volta da Julian Sorell Huxley già nel 1938. La variazione clinale, conseguentemente al fatto che agisce su di un'unica specie, prevede che gli esemplari più estremi della popolazione soggetta alla variazione continuino a risultare interfertili.
 Il termine è poi stato largamente utilizzato a partire dagli anni sessanta nell'ambito della genetica umana a partire da alcuni lavori dell'antropologo Loring Brace. 
Brace introdusse nell'analisi del concetto di cline, espressioni del genotipo non visibili esteriormente, come per esempio i gruppi sanguigni. Con l'evoluzione delle tecniche molecolari il tutto si è poi ampliato, contribuendo alla progressiva scomparsa, in campo zoologico, del concetto di razza, relegandolo al solo campo zootecnico. Un largo pool genico inoltre, contribuisce ad un'ampia variabilità nell'espressione genica (diversità genetica) di una popolazione soggetta a variazione clinale.
Esempi di variazioni clinali note sono:
- la regola di Bergmann: nelle specie omeoterme, la dimensione degli individui aumenta all'aumentare della latitudine o del rigore del clima (caratteristica favorita dal miglior rapporto volume/superficie, che riduce in proporzione la dispersione termica)
- la regola di Allen: nelle specie omeoterme la dimensione delle appendici (orecchie, coda, naso...) diminuisce all'aumentare della latitudine o del rigore del clima
- la regola di Gloger: la pigmentazione degli individui di una specie tende ad aumentare negli ambienti dove la radiazione solare è più intensa e il clima più umido.